# 動的意味論
動的意味論（どうてきいみろん）は、論理学や自然言語意味論において、「文の意味」というものを「文脈を更新する能力」として扱う枠組みである。静的意味論では、文の意味を知ることはその文がいつ真となるかを知ることであるが、動的意味論では、文の意味を知ることは「その文によって伝達された情報を受け入れた人の情報状態にもたらされる変化」を知ることである。動的システムでは、文は、文脈を受け取って文脈を返す関数へと写像される。この関数は文脈変化力（context change potentials）と呼ばれる。動的意味論は元々、照応をモデル化するために1981年にイレーネ・ハイムとハンス・カンプによって開発されたが、その後、前提、複数形、疑問文、談話関係、様相などの現象に広く応用されている。

## 照応の動態性
動的意味論の最初の体系は、ファイル変化意味論や談話表示理論と密接に関連しており、イレーネ・ハイムとハンス・カンプによって同時期に独立に開発された。これら体系は、ロバ照応を捉えることを目的としている。ロバ照応は、モンタギュー文法のような意味論への古典的アプローチでは、合成的な扱いが難しい言語現象である。ロバ照応の例としては、悪名高いロバ文がある。これは、中世の論理学者ウォルター・バーリーが最初に気付き、ピーター・ギーチが現代で注目したものである。
ロバ文（関係節）: Every farmer who owns a donkey beats it.
ロバ文（条件文）: If a farmer owns a donkey, he beats it.
一階述語論理によってこれら文の真理条件を捉えるためには、"a donkey"という不定名詞句を、代名詞"it"に対応する変項を作用域として持つ全称量化子へと、翻訳する必要があるであろう。
ロバ文の一階述語論理による翻訳: {\displaystyle \forall x\forall y(\,({\text{farmer}}(x)\land {\text{donkey}}(y)\land {\text{own}}(x,y))\rightarrow {\text{beat}}(x,y)\,)}
この翻訳は自然言語文の真理条件を捉えている（あるいは近似している）が、この翻訳と文の統語形式との関係は二つの点で不可解である。第一に、ロバ文以外の文脈では、不定詞は通常、全称量化子ではなく存在量化子を表す。第二に、ロバ代名詞の統語上の位置は、通常、不定詞に束縛されることを許さないはずである。
こうした特殊性を説明するために、自然言語の不定詞はそれを導入した演算子の統語的作用域の外で利用可能な新しい談話指示対象を導入するということを、ハイムとカンプが提案した。この考えを実現するために、彼らは、ロバ照応を捉える形式体系をそれぞれ提案した。この形式体系は、エグリの定理とその補題を妥当とする。
Egli's Theorem: {\displaystyle (\exists x\varphi )\land \psi \Leftrightarrow \exists x(\varphi \land \psi )}
Egli's Corolary: {\displaystyle (\exists x\phi \rightarrow \psi )\Leftrightarrow \forall x(\phi \rightarrow \psi )}

## 更新意味論
更新意味論（こうしんいみろん）は、フランク・ヴェルトマンによって開発された動的意味論の枠組みである。更新意味論において、各々の式  {\displaystyle \varphi } は談話文脈を受け取って談話文脈を返す関数 {\displaystyle [\varphi ]} へと写像される。したがって、 {\displaystyle C} が文脈であるならば、{\displaystyle C[\varphi ]} は {\displaystyle C} を {\displaystyle \varphi } で更新することによって得られる文脈である。更新意味論のシステムには様々なものがあり、それらは、文脈の定義の仕方と式に割り当てる意味論的実体とについて異なっている。最も単純な更新システムは共通部分的（intersective）なシステムであり、それは単に静的システムを動的枠組みへと作り変えただけのものである。しかし更新意味論には、静的枠組みで定義しうるものに比べてより表現力のあるシステムがある。とりわけ更新意味論は、情報依存的（information sensitive）な意味論的実体を可能にする。そこでは、ある式で更新されることによってもたらされる情報が、文脈においてすでに存在する情報に依存しうる。この性質により、更新意味論は、前提、様相、条件法などに対して幅広く応用されることになった。

### 共通部分的更新
{\displaystyle \varphi } による更新が共通部分的であるのは、その更新が、入力文脈と {\displaystyle \varphi } によって指示される命題との共通部分を取ることにほかならない場合である。重要なことは、この定義は文脈によらず {\displaystyle \varphi } によって指示される単一の固定的な命題が存在することを仮定している、ということである。
- 共通部分的更新: {\displaystyle [\![\varphi ]\!]} は {\displaystyle \varphi } によって指示される命題を表すとする。このとき、 {\displaystyle \varphi } が 共通部分的である ⇔ 任意の {\displaystyle C} に対して、{\displaystyle C[\varphi ]=C\cap [\![\varphi ]\!]}

共通部分的更新は、主張という言語行為を形式化する方法として、1978年にロバート・スタルネイカーによって提案された。スタルネイカーの元々のシステムにおいては、文脈（あるいは文脈集合）は、可能世界の集合として定義される。この可能世界の集合は、会話の共通認識における情報を表象するものである。例えば、もし {\displaystyle C=\{w,v,u\}} ならば、これは、会話の参加者全員が合意する情報によれば現実世界は {\displaystyle w}、{\displaystyle v}、{\displaystyle u} のいずれかであるというシナリオを表している。もし {\displaystyle [\![\varphi ]\!]=\{w,v\}} ならば、 {\displaystyle C} を  {\displaystyle \varphi } によって更新することは新たな文脈  {\displaystyle C[\varphi ]=\{w,v\}} を返すことであることになる。したがって、 {\displaystyle \varphi } という主張は現実世界が  {\displaystyle u} である可能性を除外する試みとして理解されることになる。
形式的な観点からすれば、共通部分的更新は、お好みの静的意味論を動的意味論に引き上げるためのレシピであると見做すことができる。例えば、古典命題意味論を出発点とした場合、このレシピは次のような共通部分的更新意味論をもたらす。
- 古典命題論理に基づく共通部分的更新意味論:

1. {\displaystyle C[P]=\{w\in C\mid w(P)=1\}}
2. {\displaystyle C[\neg \varphi ]=C-C[\varphi ]}
3. {\displaystyle C[\varphi \land \psi ]=C[\varphi ]\cap C[\psi ]}
4. {\displaystyle C[\varphi \lor \psi ]=C[\varphi ]\cup C[\psi ]}

共通部分性の概念は、消去性（eliminativity）と分配性（distributivity）として知られる二つの性質に分解されうる。消去性とは、更新は文脈から世界を削除することしかできず、追加することはできないという性質である。分配性とは、{\displaystyle \varphi } による {\displaystyle C} の更新は、 {\displaystyle C} の部分集合であるような単集合のそれぞれを {\displaystyle \varphi } によって更新してその結果の和集合を取ることに等しい、とする性質である。
- 消去性: {\displaystyle \varphi } が 消去的である ⇔ 任意の文脈 {\displaystyle C} に対して、{\displaystyle C[\varphi ]\subseteq C}
- 分配性: {\displaystyle \varphi } が 分配的である ⇔ {\displaystyle C[\varphi ]=\bigcup \{\{w\}[\varphi ]\mid w\in C\}}

共通部分性は、これら二つの性質を合わせたものである。これはヨハン・ファン・ベンタムによって証明された。

### 様相に対する検査意味論
更新意味論の枠組みは、共通部分的な意味に限定されないため、静的意味論よりも一般化されていると言える。非共通部分的な意味は、文脈の中にすでに存在する情報に応じて異なる情報を提供するので、理論的に有用である。例えば、{\displaystyle \varphi } が共通部分的であるならば、{\displaystyle \varphi } は、どのような入力文脈も、まったく同じ情報――すなわち命題 {\displaystyle [\![\varphi ]\!]} によって符合化された情報――によって更新することになるだろう。他方、{\displaystyle \varphi } が非共通部分的であるならば、{\displaystyle \varphi } はある文脈を更新する際には {\displaystyle [\![\varphi ]\!]} を与える一方で、別の文脈を更新する際にはまったく異なる情報を与えうる。
多くの自然言語表現は、非共通部分的な意味をもつと論じられてきた。認識様相の非共通部分性は、認識的矛盾（epistemic contradiction）の不適切さに見ることができる。
認識的矛盾: #雨が降っておりかつ雨が降っていないかもしれない。
こうした文は、表面的にはムーア文にも似ている。しかしムーア文が語用論的に説明されうるのと違って、認識的矛盾は真の意味での論理的矛盾であると論じられてきた。
認識的矛盾原理: {\displaystyle \varphi \land \Diamond \neg \varphi \models \bot }
こうした文は、様相論理のクリプキ意味論のような、純粋に共通部分的な枠組みの中では、論理的矛盾として分析することができない。認識的矛盾原理は{\displaystyle Rwv\Rightarrow (w=v)}となるようなクリプキフレームにおいてのみ成り立つ。しかしながら、そうしたフレームでは {\displaystyle \Diamond \varphi } から {\displaystyle \varphi } を導く推論も妥当となる。したがって、認識的矛盾の不適切さを様相の古典的意味論の中で説明しようとすれば、「雨が降っているかもしれない」から「雨が降っている」が導かれるという、受け入れがたい帰結を招くことになるのである。更新意味論は、様相の非共通部分的な意味論的値を与えることによってこの問題を回避する。そのような意味論的値が与えられるとき、 {\displaystyle \Diamond \neg \varphi } は、入力文脈が {\displaystyle \varphi } によってもたらされる情報をすでに含んでいるかどうかによって、異なる仕方でその入力文脈を更新することができる。更新意味論における様相の意味論として最も広く採用されているのは、フランク・ヴェルトマンによって提案された検査意味論（test semantics）である。
- 様相に対する検査意味論: {\displaystyle C[\Diamond \varphi ]={\begin{cases}C&{\text{if }}C[\varphi ]\neq \varnothing \\\varnothing &{\text{otherwise}}\end{cases}}}

この意味論では、 {\displaystyle \Diamond \varphi } は、入力文脈が自明化されずに（つまり空集合を返さずに）{\displaystyle \varphi } によって更新されうるかを検査する。この検査に合格した場合、入力文脈は変更されない。検査に合格しなかった場合、更新は空集合を返すことで、文脈を自明化する。この意味論は認識的矛盾を扱うことができる。なぜならば、入力文脈がどのようなものであっても、{\displaystyle \varphi } による更新はつねに {\displaystyle \Diamond \neg \varphi } によって課された検査に失敗する文脈を出力するからである。

## 関連文献
- Dynamic Semantics, Stanford Encyclopedia of Philosophy
- Dynamic Semantics Notes, Daniel Rothschild
- Dynamic Semantics and Pragmatic Alternatives, ESSLLI 2017 Course Notes